# 湯山学
湯山 学（ゆやま まなぶ、1928年9月 - ）は、日本の歴史学者。
静岡県生まれ。中央工業専門学校中退。神奈川県藤沢市役所に勤務。藤沢市中央図書館長、藤沢市教育委員会教育次長、市民会館館長等を歴任。その間、藤沢市域を中心とした関東中世史を研究する。戦国史研究会・地方史研究協議会会員。

## 著書
- 『藤沢の武士と城 扇谷上杉氏と大庭城』名著出版　1979　藤沢文庫
- 『湘南物語 第1部』私家版、1987
- 『相模国の中世史』私家版、1988-91　南関東中世史論集
- 『湘南物語 第2部』私家版、1988-89
- 『湘南物語 第3部』私家版、1990-91
- 『中世伊勢原をめぐる武士たち』伊勢原市教育委員会　1991
- 『湘南物語 第4部』私家版、1993-97
- 『中世の鎌倉 鶴岡八幡宮の研究』私家版、1993　南関東中世史論集
- 『鶴岡八幡宮の中世的世界 別当・新宮・舞楽・大工』私家版、1995　南関東中世史論集
- 『波多野氏と波多野庄 興亡の歴史をたどる』秦野郷土文化会企画・編集　夢工房　1996
- 『鎌倉北条氏と鎌倉山ノ内 得宗領相模国山内庄の様相』光友会社会就労センター神奈川ワークショップ (印刷)　1999　南関東中世史論集
- 『湯山学中世史論集 1 (関東上杉氏の研究)』岩田書院　2009
- 『湯山学中世史論集 2 (三浦氏・後北条氏の研究)』岩田書院　2009
- 『相模武士 全系譜とその史蹟』第1-5巻　戎光祥出版　2010-12
- 『湯山学中世史論集 3 (武蔵武士の研究)』岩田書院　2010
- 『湯山学中世史論集 4 (鎌倉府の研究)』岩田書院　2011
- 『湯山学中世史論集 5 (中世南関東の武士と時宗)』岩田書院　2012